# Raub (Schweiz)
Das Schweizer Strafrecht regelt den Straftatbestand des Raubes im Art. 140 StGB wie folgt:

„Wer mit Gewalt gegen eine Person oder unter Androhung gegenwärtiger Gefahr für Leib oder Leben oder nachdem er den Betroffenen zum Widerstand unfähig gemacht hat, einen Diebstahl begeht, wird mit Freiheitsstrafe bis zu zehn Jahren oder Geldstrafe nicht unter 180 Tagessätzen bestraft.“

Ebenfalls als Raub wird ein Diebstahl behandelt, wenn der Täter auf frischer Tat ertappt wird und Nötigungshandlungen begeht, um die gestohlene Sache zu behalten (Art. 140 Ziff. 1 Abs. 2 StGB). Höhere Strafrahmen sind für die Begehung des Raubes vorgesehen, wenn Schusswaffen oder andere gefährliche Waffen bei der Tat mitgeführt werden; wenn die Tat bandenmässig verübt wird; wenn bei der Tat das Opfer in Lebensgefahr gebracht wird, ihm schwere Körperverletzungen zugefügt werden oder es grausam behandelt wird (Art. 140 Ziff. 2–4 StGB).
Der Raub unterscheidet sich vom Diebstahl insbesondere dadurch, dass der Täter Gewalt anwendet beziehungsweise Nötigungshandlungen vornimmt, um den Diebstahl zu begehen.